# U-28 (1936)
| U-28                                                                                     | U-28 | U-28 |
| ---------------------------------------------------------------------------------------- | --- | --- |
|                                                                                          | | |
|                                                                                          | | |
| Зображення підводного човна U-33, аналогічного з U-28 типу                               | | |
| Під прапором                                                                             | Третій Рейх | Третій Рейх |
| Спуск на воду                                                                            | 14 липня 1936 року                                                                                                 | 14 липня 1936 року                                                                                                 |
| Виведений зі складу флоту                                                                | 12 вересня 1936 року                                                                                               | 12 вересня 1936 року                                                                                               |
| Сучасний статус                                                                          | 17 березня 1944 року затонув у Нойштадті у наслідок аварійного зіткнення                                           | 17 березня 1944 року затонув у Нойштадті у наслідок аварійного зіткнення                                           |
| Проєкт                                                                                   | | |
| Тип ПЧ                                                                                   | Торпедний ДПЧ | Торпедний ДПЧ |
| Розробник проєкту                                                                        | Deutsche Schiff- und Maschinenbau, AG Weser, Бремен                                                                | Deutsche Schiff- und Maschinenbau, AG Weser, Бремен                                                                |
| Вартість                                                                                 | 4 189 000 ℛℳ | 4 189 000 ℛℳ |
| Основні характеристики                                                                   | | |
| Швидкість (надводна)                                                                     | 17,9 вузла | 17,9 вузла |
| Швидкість (підводна)                                                                     | 8 вузлів | 8 вузлів |
| Робоча глибина занурення                                                                 | 100 м | 100 м |
| Гранична глибина занурення                                                               | 220 м | 220 м |
| Автономність плавання                                                                    | 135—174 км на швидкості 4 вузли (в підводному положенні) 11 470 км на швидкості 10 вузлів (у надводному положенні) | 135—174 км на швидкості 4 вузли (в підводному положенні) 11 470 км на швидкості 10 вузлів (у надводному положенні) |
| Екіпаж                                                                                   | 44—60 осіб | 44—60 осіб |
| Розміри                                                                                  | | |
| Довжина найбільша (по КВЛ)                                                               | 64,51 м | 64,51 м |
| Ширина корпусу найб.                                                                     | 5,85 м | 5,85 м |
| Висота                                                                                   | 9,5 м | 9,5 м |
| Середня осадка (по КВЛ)                                                                  | 4,37 м | 4,37 м |
| Водотоннажність надводна                                                                 | 626 т | 626 т |
| Силова установка                                                                         | | |
| дизель-електрична; 2 дизельних двигуни MAN M 6 V 40/46, 2 електродвигуни BBC GG UB 720/8 | | |
| Гвинти                                                                                   | 2 | 2 |
| Потужність                                                                               | 2 × 2100—2310 к.с. (дизелі) 2 × 750 к.с. (електродвигуни)                                                          | 2 × 2100—2310 к.с. (дизелі) 2 × 750 к.с. (електродвигуни)                                                          |
| Озброєння                                                                                | | |
| Артилерія                                                                                | 1 × 88-мм палубна гармата SK C/35 1 × 20-мм зенітна гармата FlaK 30/38/Flakvierling                                | 1 × 88-мм палубна гармата SK C/35 1 × 20-мм зенітна гармата FlaK 30/38/Flakvierling                                |
| Торпедно- мінне озброєння                                                                | 4 носових і один кормовий ТА. 11 торпед або 26 мін TMA або 33 міни TMB                                             | 4 носових і один кормовий ТА. 11 торпед або 26 мін TMA або 33 міни TMB                                             |

U-28 — німецький підводний човен типу VII A, що входив до складу крігсмаріне за часів Другої світової війни. Закладений 2 грудня 1935 року на верфі Deutsche Schiff- und Maschinenbau, компанії AG Weser у Бремені. Спущений на воду 14 липня 1936 року, 12 вересня 1936 року корабель увійшов до складу ВМС нацистської Німеччини.

## Командири
- Капітан-лейтенант Вільгельм Амброзіус (12 вересня 1936 — 1 листопада 1938)
- Капітан-лейтенант Ганс-Гюнтер Лофф (1936/37 — 30 вересня 1937)
- Капітан-лейтенант Гюнтер Кунке (26 жовтня 1938 — 16 листопада 1940)
- Оберлейтенант-цур-зее Фріц-Юліус Лемп (28 жовтня — листопад 1938)
- Оберлейтенант-цур-зее Фрідріх Гуггенбергер (16 листопада 1940 — 11 лютого 1941)
- Оберлейтенант-цур-зее Генріх Рач (12 лютого — 21 червня 1941)
- Оберлейтенант-цур-зее Герман Екгардт (22 червня 1941 — 20 березня 1942)
- Оберлейтенант-цур-зее Карл-Гайнц Марбах (1 липня — 30 листопада 1942)
- Оберлейтенант-цур-зее Уве Крістіансен (1 грудня 1942 — липень 1943)
- Оберлейтенант-цур-зее Еріх Кремпль (липень — 1 грудня 1943)
- Оберлейтенант-цур-зее Дітріх Заксе (2 грудня 1943 — 17 березня 1944)

## Перелік затоплених U-28 суден у бойових походах
| №                                                                         | Дата              | Назва                 | Тип                | Належність          | Водотоннажність (брт) | Вантаж                                                           | Конвой        | Результат та координати                                                                  | Наслідки атаки для екіпажу       | Прим.                                                                                |
| ------------------------------------------------------------------------- | ----------------- | --------------------- | ------------------ | ------------------- | --------------------- | ---------------------------------------------------------------- | ------------- | ---------------------------------------------------------------------------------------- | -------------------------------- | ------------------------------------------------------------------------------------ |
| Перший похід (19.08—29.09.1939, 42 доби; Вільгельмсгафен—Вільгельмсгафен) |                   |                       |                    |                     |                       |                                                                  |               |                                                                                          |                                  |                                                                                      |
| 1                                                                         | 14 вересня 1939   | Vancouver City        | суховантажне судно | Велика Британія     | 4 955                 | 8 400 тонн цукру                                                 |               | потоплено 51°23′ пн. ш. 7°03′ зх. д. / 51.383° пн. ш. 7.050° зх. д.                      | 33 (3 загинуло та 30 врятовані)  |                                                                                      |
| Другий похід (8.11—18.12.1939, 41 доба; Вільгельмсгафен—Вільгельмсгафен)  |                   |                       |                    |                     |                       |                                                                  |               |                                                                                          |                                  |                                                                                      |
| 2                                                                         | 17 листопада 1939 | Sliedrecht            | танкер             | Нідерланди          | 5 133                 | 4704 тонн дизельного пального, 998 тонн гасу та 936 тонн бензину |               | потоплений 56°00′ пн. ш. 11°19′ зх. д. / 56.000° пн. ш. 11.317° зх. д.                   | 31 (26 загинуло та 5 врятовані)  |                                                                                      |
| 3                                                                         | 25 листопада 1939 | Royston Grange        | суховантажне судно | Велика Британія     | 5 144                 | генеральний вантаж та зерно                                      | Конвой SL 8B  | потоплено 49°15′ пн. ш. 9°0′ зх. д. / 49.250° пн. ш. 9.000° зх. д.                       | ? (? загинуло та ? врятовані)    |                                                                                      |
| 4                                                                         | 21 січня 1940     | Protesilaus           | суховантажне судно | Велика Британія     | 9 577                 | баласт                                                           |               | підірвалося, цілковито знищене 51°31′ пн. ш. 4°04′ зх. д. / 51.517° пн. ш. 4.067° зх. д. | ? (? загинуло та ? врятовані)    | Судно підірвалося в Бристольській затоці на міні, встановленій U-28 5 грудня 1939 р. |
| Третій похід (18.2—23.3.1940, 35 діб; Вільгельмсгафен—Вільгельмсгафен)    |                   |                       |                    |                     |                       |                                                                  |               |                                                                                          |                                  |                                                                                      |
| 5                                                                         | 9 березня 1940    | P. Margaronis         | суховантажне судно | Грецьке королівство | 4 979                 | баласт                                                           |               | потоплений 48°51′ пн. ш. 6°55′ зх. д. / 48.850° пн. ш. 6.917° зх. д.                     | 30 (усі загинули)                | потоплене торпедою G7e                                                               |
| 6                                                                         | 11 березня 1940   | Eulota                | танкер             | Нідерланди          | 6 236                 | 6000 тонн питної води                                            |               | потоплений 48°35′ пн. ш. 8°22′ зх. д. / 48.583° пн. ш. 8.367° зх. д.                     | 42 (0 загинуло та 42 врятовані)  |                                                                                      |
| Четвертий похід (20.5—6.7.1940, 48 діб; Вільгельмсгафен—Вільгельмсгафен)  |                   |                       |                    |                     |                       |                                                                  |               |                                                                                          |                                  |                                                                                      |
| 7                                                                         | 18 червня 1940    | Sarmatia              | суховантажне судно | Фінляндія           | 2417                  | баласт                                                           |               | потоплене 49°04′ пн. ш. 12°05′ зх. д. / 49.067° пн. ш. 12.083° зх. д.                    | 23 (0 загинуло та 23 врятовані)  |                                                                                      |
| 8                                                                         | 19 червня 1940    | Adamandios Georgandis | суховантажне судно | Грецьке королівство | 3443                  |                                                                  |               | потоплене 49°35′ пн. ш. 11°15′ зх. д. / 49.583° пн. ш. 11.250° зх. д.                    | ? (? загинуло та ? врятовані)    |                                                                                      |
| 9                                                                         | 21 червня 1940    | HMS Cape Howe (X 02)  | корабель-пастка    | Велика Британія     | 4443                  |                                                                  |               | потоплений 49°44′ пн. ш. 8°52′ зх. д. / 49.733° пн. ш. 8.867° зх. д.                     | 97 (57 загинуло та 40 врятовані) |                                                                                      |
| П'ятий похід (11.8—17.9.1940, 38 діб; Вільгельмсгафен—Лор'ян)             |                   |                       |                    |                     |                       |                                                                  |               |                                                                                          |                                  |                                                                                      |
| 10                                                                        | 27 серпня 1940    | Eva                   | суховантажне судно | Норвегія            | 1599                  | 1750 тонн деревини                                               | конвой SC 1   | потоплене 57°48′ пн. ш. 11°51′ зх. д. / 57.800° пн. ш. 11.850° зх. д.                    | 18 (1 загинув та 17 врятовані)   |                                                                                      |
| 11                                                                        | 28 серпня 1940    | Kyno                  | суховантажне судно | Велика Британія     | 3946                  | 4499 тонн генеральних вантажів, у тому числі 2600 тонн сталі     | конвой HX 66  | потоплене 58°06′ пн. ш. 13°26′ зх. д. / 58.100° пн. ш. 13.433° зх. д.                    | 37 (5 загинуло та 32 врятовані)  |                                                                                      |
| 12                                                                        | 9 вересня 1940    | Mardinian             | суховантажне судно | Велика Британія     | 2434                  | 3500 тонн пека                                                   | конвой SC 2   | потоплене 56°37′ пн. ш. 9°00′ зх. д. / 56.617° пн. ш. 9.000° зх. д.                      | 38 (6 загинуло та 32 врятовані)  |                                                                                      |
| 13                                                                        | 11 вересня 1940   | Harpenden             | суховантажне судно | Велика Британія     | 4678                  | баласт                                                           | конвой OA 210 | пошкоджене 55°34′ пн. ш. 15°56′ зх. д. / 55.567° пн. ш. 15.933° зх. д.                   | ? (1 загинув та ? врятовані)     |                                                                                      |
| 14                                                                        | 11 вересня 1940   | Maas                  | суховантажне судно | Нідерланди          | 1966                  | баласт                                                           | конвой OA 210 | потоплене 55°34′ пн. ш. 15°56′ зх. д. / 55.567° пн. ш. 15.933° зх. д.                    | 22 (20 загинуло та 2 врятовані)  |                                                                                      |
| Шостий похід (12.10—15.11.1940, 35 діб; Сен-Назер—Вільгельмсгафен)        |                   |                       |                    |                     |                       |                                                                  |               |                                                                                          |                                  |                                                                                      |
| 15                                                                        | 26 жовтня 1940    | Matina                | суховантажне судно | Велика Британія     | 5389                  | 1500 тонн бананів                                                |               | пошкоджене 57°30′ пн. ш. 16°31′ зх. д. / 57.500° пн. ш. 16.517° зх. д.                   |                                  | 29.10 судно затоплене U-31 з усім екіпажем (71 людина)                               |